# کرانتی (فیلم ۲۰۲۳)
کرانتی (به هندی: Kranti) فیلم درام اکشن هندی کنادا-زبان، محصول سال ۲۰۲۳ است که نویسندگی و کارگردانی آن را وی. هاریکریشنا انجام داده‌است. بازیگران اصلی فیلم دارشان و راچیتا رام هستند که در کنار آنها راویچاندران به ایفای نقش پرداخته‌است. موسیقی فیلم توسط وی. هاریکریشنا ساخته شده‌است.
این فیلم در روز ۲۶ ژانویه ۲۰۲۳، مصادف با روز جمهوری هند به نمایش درآمد.
فیلم کرانتی در گیشه هند، در مجموع به فروشی بیش از ۳۳ کرور روپیه (۴٫۱ میلیون دلار آمریکا) دست یافت.